# Euclidia costovata
Euclidia costovata är en fjärilsart som beskrevs av Foltin 1942. Euclidia costovata ingår i släktet Euclidia och familjen nattflyn. Inga underarter finns listade i Catalogue of Life.